# اسکرم‌جت
اسکرم‌جت (به انگلیسی: Scram Jet) که نام این موتور‌ها از واژه supersonic combustion ramjet گرفته شده و به معنای احتراق در سرعت مافوق صوت است. این گونه موتور‌ها در سرعت‌های مافوق صوت به کار می‌روند و طرز کار آنها بسیار مشابه موتورهای رم جت با تغییراتی می‌باشد. این نکته قابل توجه است که مشتعل ساختن مولکول‌های هوا در حالی که هوا با سرعت بالای ۴ ماخ وارد موتور می‌گردد، مانند روشن کردن کبریت در گردباد است! اولین هواپیمای دارای موتور اسکرم جت، هواپیمای ناسا ایکس-۴۳ است که سرعت آن بالای ۷ ماخ می‌باشد.

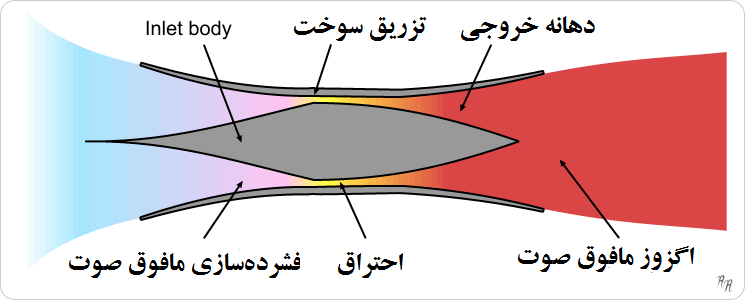
طرح ساده موتور اسکرم جت

موتورهای scram jet نوع توسعه یافتهٔ موتورهای رمجت است که دارای حالت خاصی از پس سوز در نازل خروجی است و احتراق در ان اجزای مربوط به موتورهای اَبَرصوت است.